# Ji Wei
Ji Wei, född 5 februari 1984, är en friidrottare från Kina. Han deltog vid olympiska sommarspelen 2008.